# Giovanni Buttarelli

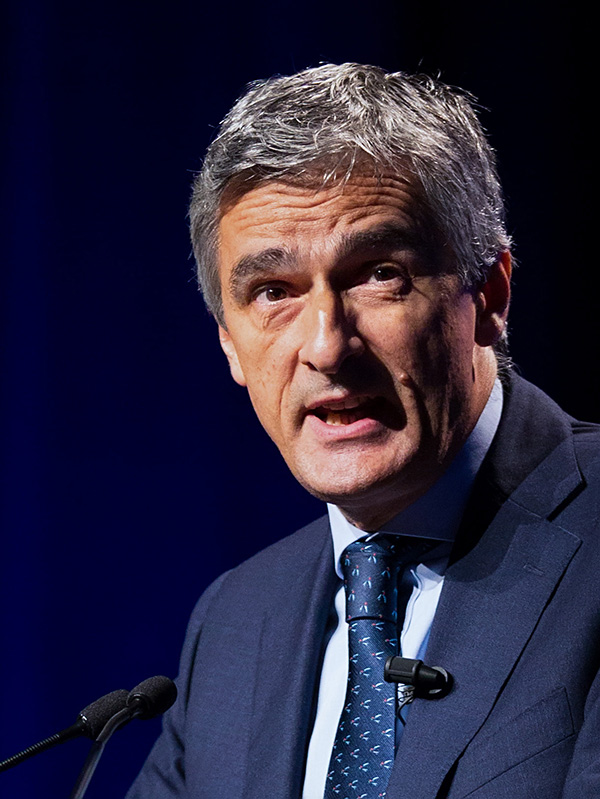
Giovanni Buttarelli

Giovanni Buttarelli (* 24. Juni 1957 in Frascati; † 20. August 2019 in Mailand) war ein italienischer Beamter, der von 2014 bis 2019 Europäischer Datenschutzbeauftragter war.

## Leben
Buttarelli wurde 1957 in Frascati, einer kleinen Stadt nahe Rom, geboren. Er schloss 1984 sein Studium an der Universität La Sapienza in Rom mit „cum laude“ ab und war dort auch als wissenschaftlicher Mitarbeiter an der Juristischen Fakultät tätig. 1989 wurde er zum Richter am Gerichtshof von Avezzano ernannt. Er arbeitete bis 1990 mit Franco Cordero im Bereich Strafverfahren. Im Jahr 2005 wurde er zum Professor an der Juristischen Fakultät der Libera Università Maria Ss. Assunta ernannt, wo er über den Schutz personenbezogener Daten und Grundrechte in Italien und Europa unterrichtete. 
Er wurde in das Gremium des EU-Projekts PACT („Public Perception of Security and Privacy: Assessing Knowledge, Collecting Evidence, Translating Research Into Action“) des Instituts für Friedensforschung berufen. Zudem war er Mitglied der italienischen Justiz im Rang eines Richters des obersten Kassationsgerichtshofs.  
Zusammen mit 138 weiteren nationalen Vertretern unterzeichnete er 2011 das Italienische Manifest für eine Digitale Agenda. Er schrieb regelmäßig für Fachbücher und Zeitschriften auf europäischer und nationaler Ebene und ist Autor einer Vielzahl von Artikeln.
Buttarelli starb am 20. August 2019 im Alter von 62 Jahren. Vier Tage später fand in der Kirche Saint Rocco in Frascati in der Metropolitanstadt Rom eine Trauerfeier statt.

## Karriere

### Rechtsabteilung des italienischen Justizministeriums (1989–1997)
Von 1989 bis 1997 war Buttarelli Berater in der Rechtsabteilung des italienischen Justizministeriums.
Er arbeitete mit verschiedenen Ministern zusammen und wirkte bei der Ausarbeitung und Weiterverfolgung zahlreicher Regulierungsvorschriften mit, insbesondere in den Bereichen Strafrecht, Strafverfahren und Datenschutz. Er war auch Mitglied mehrerer interministerieller Ausschüsse, die sich unter anderem mit den Themen Einwanderung, Rassendiskriminierung, Gemeinschaftsbetrug, Entkriminalisierung, Steuerreformen, Computerkriminalitätsrecht, Zugang zu vertraulichen Unterlagen und Digitalisierung öffentlicher Verwaltungen befassten.
Er war der Autor des italienischen Datenschutzgesetzes Nr. 675/96 über die Verarbeitung personenbezogener Daten.

### Europarat (1990–2019)
1990 wurde Buttarelli zum Mitglied verschiedener Arbeitsgruppen und Ausschüsse ernannt, darunter der Beratende Ausschuss des Konvents 108, das Zentrum für gerechten Frieden und Demokratie, die Gruppe der Spezialisten für den Zugang zu öffentlichen Informationen und die Arbeitsgruppe für den Datenschutz in Polizei- und Strafsachen.
Als vom Europarat ernannter Sachverständiger erstellte er den Bericht und den Entwurf von Leitlinien zur Videoüberwachung (2003) sowie den Bericht und den Entwurf einer Empfehlung zum Schutz personenbezogener Daten, die zu Beschäftigungszwecken verarbeitet werden (2011–2013). Er war auch Berater der Venedig-Kommission für eine Stellungnahme zum Thema „Videoüberwachung und Persönlichkeitsrechte“.
Darüber hinaus war Buttarelli Mitglied verschiedener Arbeitsgruppen des Rates, wie z. B. der Verhandlungsrichtlinien Nr. 95/46/EG (aktuelle EU-Datenschutzrichtlinie) und 97/66/EG (zum Schutz der Privatsphäre im Telekommunikationssektor). Er nahm an der Art. 31 Ausschuss der Richtlinie Nr. 95/46/EG bis 1999 und war Mitglied der durch die Richtlinie 95/46/EG eingesetzten Artikel-29-Datenschutzgruppe.
Während der italienischen EU-Ratspräsidentschaft 1996 leitete er die Arbeitsgruppe, die den Gemeinsamen Standpunkt zur Richtlinie Nr. 97/66/EG Datenschutzrichtlinie für elektronische Kommunikation entwarf.

### Italienische Datenschutzbehörde und Europäischer Datenschutzbeauftragter (1997–2019)
Von 1997 bis 2009 fungierte Buttarelli als Generalsekretär bei der Garante per la protezione dei dati personali, der italienischen Datenschutzbehörde. Er war Präsident der Gemeinsamen Aufsichtsbehörde, die 2002–2003 im Rahmen des Schengener Abkommens eingerichtet wurde, nachdem er von 2000 bis 2001 Vizepräsident der Behörde war. Im Jahr 2011 wurde er zum Vorsitzenden der Koordinierungsgruppe CIS-Zollaufsicht gewählt. Im Jahr 2014 folgte er Peter Johan Hustinx in der Funktion des Europäischen Datenschutzbeauftragten, nachdem er von 2009 bis 2014 stellvertretender Datenschutzbeauftragter war. Am 4. Dezember 2014 wurde er durch einen gemeinsamen Beschluss des Europäischen Parlaments und des Rates ernannt zum Europäischen Datenschutzbeauftragten EDSB ernannt. In dieser Funktion sollte er eine fünfjährige Amtszeit haben.

### Moscow Mechanism (2010–2017)
Nach der Ernennung des italienischen Außenministers wurde Buttarelli für sechs Jahre in die Ressourcenliste der OSZE des Moskauer Mechanismus aufgenommen, einschließlich hochrangiger Persönlichkeiten, die in Humanitätsfragen erfahren sind und von denen eine unparteiische Erfüllung ihrer Aufgaben erwartet werden kann, und die dem Büro für Demokratische Institutionen und Menschenrechte (ODIHR, Office on Democratic Institutions and Human Rights) zur Verfügung stehen, um zur Lösung spezifischer Probleme im Zusammenhang mit Achtung der Menschenrechte und der Menschlichkeit beizutragen.